# キスを止めないで
「キスを止めないで」（キスをとめないで）は、小泉今日子が1987年10月21日にビクター音楽産業からリリースした24枚目のシングル。

## 解説
1991年11月に再発8cmCDがリリース（カップリングは「快盗ルビイ」）。

## チャート成績
オリコンチャート1位を獲得した。

## 補足事項
作曲者の野村義男は当時所属していたTHE GOOD-BYEでセルフカバー（『Don't Stop Kiss』の題でTHE GOOD-BYEのアルバム『ALBUM』〈1988年発売〉に収録されている）。

## 収録曲
全編曲:米光亮

### キスを止めないで
1. キスを止めないで
  - 作詞:秋元康／作曲:野村義男
2. ベルベットボイスな夜
  - 作詞:野村義男／作曲:井上ヨシマサ

### 快盗ルビイ／キスを止めないで
1. 快盗ルビイ
2. キスを止めないで
3. 快盗ルビイ（カラオケ）
4. キスを止めないで（カラオケ）